# Malino (Oblast' di Mosca)
Malino (in russo Малино?) è una cittadina della Russia europea centrale, situata nell'oblast' di Mosca. Apparteneva al Stupinskij rajon.
Sorge nella parte sudorientale dell'oblast', 88 chilometri a sudest della capitale Mosca.